# مانويلا أربيلياز
مانويلا أربيلياز كوريا من مواليد 9 سبتمبر 1988، هي ممثلة وعارضة أزياء كولومبية وُلدت في الولايات المتحدة وعاشت معظم حياتها هناك.

## الحياة المهنية
وُلدت مانويلا في ميديلين لأب يُدعى لويس كارلوس وولدة تُدعى غلوريا كوريا. انتقلت العائلة إلى الولايات المتحدة في عام 2006 ثمّ انتقلت في وقتٍ لاحق إلى غرب نيويورك وبالتحديد في نيوجيرسي. بعد وقت قصير من الانتقال إلى الولايات المتحدة؛ ترشحت مانويلا للمُشاركة في مسابقة ملكة الجمال خلال برنامج تلفزيون الواقع الهجين بث باللغة الإسبانية على يونيفزيون وقد حلّت في المركز السادس مما أكسبها بعض الشهرة.
في وقتٍ لاحق من ذلك العام؛ تلقت بعض العروض للمُشاركة في أعمال تلفزية وقد قُبلت في إحداها في تشرين الأول/أكتوبر 2008. على الرغم من أن مانويلا لم تفز في المسابقة إلّا أنها قد نالت إعجاب مُنتجي مسلسل السعر صحيح فتم التعاقد معها للمُشاركة فيه. بدأت التصوير في الأول من أبريل 2009 فنجحت في تقديمِ أداء جيد مما مكّنها منَ الظهور في الحلقة الثانية من المُسلسل. في 2012؛ اختارت مجلّة مجمع العارضة مانويلا في المركز الأول ضمنَ قائمة ضمّت 25 عارضة أزياء مثيرة في كولومبيا.
في عام 2010؛ ظهرت أربيلياز في فيديو كليب روبن ثيك وبالتحديدِ في أغنية إنّهُ الصباح، كما ظهرت كضيفة في مسلسل الجريئة والجميلة في حزيران/يونيو 2010. شاركت في تشرين الأول/أكتوبر 2010 في فيديو كليب حبك لا أكثر ديدي للفنّان دريك.
في الثاني من أبريل 2015 واصلت مانويلا عطائها في المجال الفني من خلال المشاركة والظهور البارز في عدد من المهرجانات والمُسابقات كما انتقلت لعالم النت من خلال فتح قناة خاصة بها على موقع يوتيوب ومشاركة أعمالها هناك والتي عادةً ما تحصدُ من خلالها ملايين المُشاهدات.

## روابط خارجية
- مانويلا أربيلياز على موقع IMDb (الإنجليزية)